# Церква святого Димитрія (Дмухівці)
Церква святого Димитрія в Дмухівцях — парафія і храм греко-католицької громади Козлівського деканату Тернопільсько-Зборівської архієпархії Української греко-католицької церкви в селі Дмухівці Тернопільського району Тернопільської области.

## Історія церкви
Парафію відновлено в лоні УГКЦ у 1993 році. До 1946 року вона належала УГКЦ, а храм — до 1944 року, оскільки його зруйнували під час Другої світової війни.
Будівництво нової церкви розпочалося у 1993 році та завершилося у 1999 році завдяки пожертвам громади села Дмухівці. Того ж року храм освятив владика Михаїл Сабрига. З 1993 року парафія і з 1999 року церква належать до УГКЦ.
У 1999 році владика Михаїл Сабрига також здійснив візитацію парафії.
При церкві діють такі спільноти: «Матері в молитві», братство Матері Божої Неустанної Помочі, братство Найсвятішого Серця Ісуса, Марійська та Вівтарна дружини.
На території парафії встановлено хрест на згадку про освячення храму.
У власності парафії є проборство.

## Парохи
- о. Володимир П'єцух (з 1995).